# The Fighter (film fra 1921)
The Fighter er en amerikansk stumfilm fra 1921 af Henry Kolker.

## Medvirkende
- Conway Tearle som Caleb Conover
- Winifred Westover som Dey Shevlin
- Arthur Housman som Blacardo
- Ernest Lawford som Caine
- George Stewart som Jack Standish
- Warren Cook som Burke
- Helen Lindroth som Mrs. Hawarden